# Спостереження (військова справа)

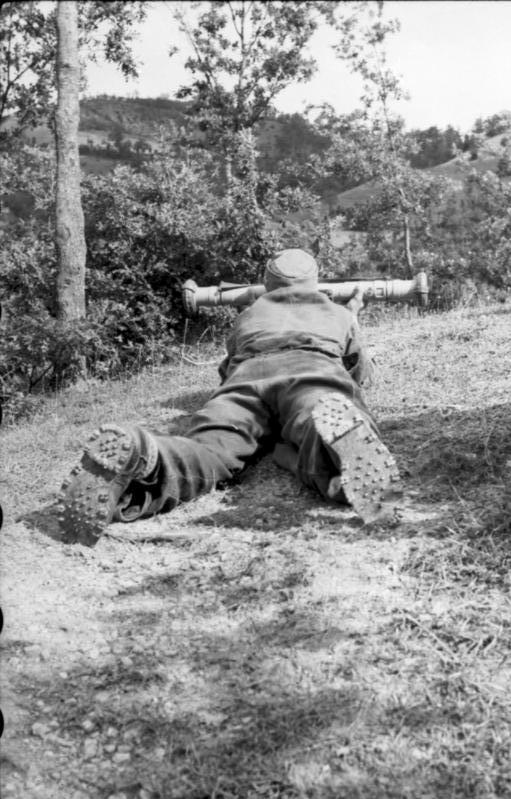
Німецький солдат гірських військ веде спостереження з далекоміром в горах Італії. 1944

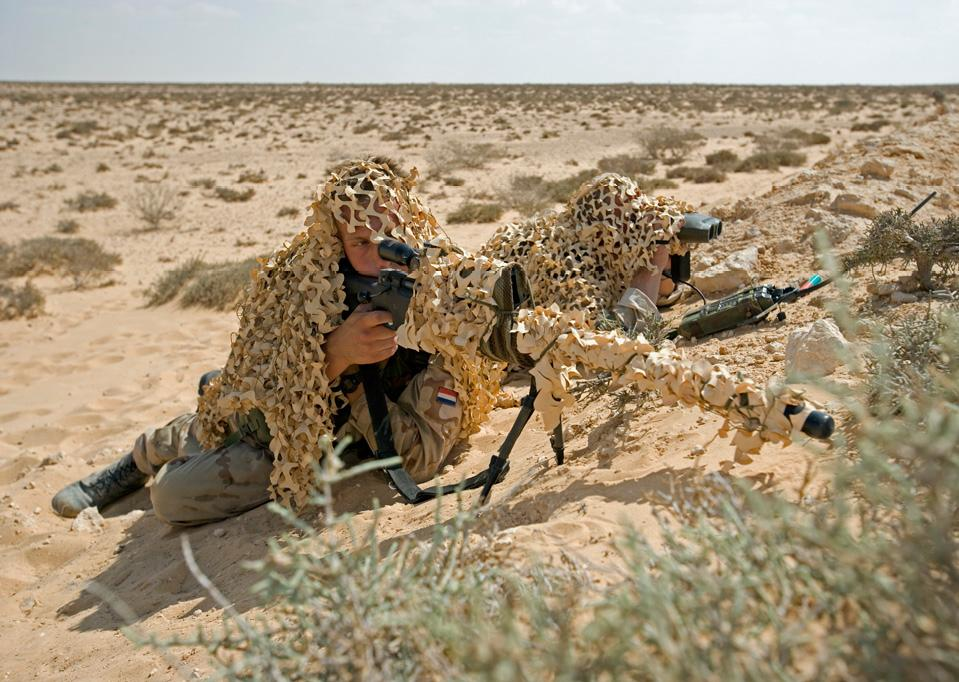
Снайперська пара голландських збройних сил, озброєна снайперською гвинтівкою AWM та лазерним далекоміром Leica/Vectronix VECTOR IV веде спостереження за об'єктом. ISAF. Війна в Афганістані. 18 червня 2007

Спостереження у військовій справі — один із способів розвідки противника, місцевості, акваторії, погоди, а також отримання даних про становище і дії своїх військ (сил). Ведеться в усіх видах бойової діяльності візуально або за допомогою технічних засобів — радіолокаційних, телевізійних, гідроакустичних та інше.

## Методи та засоби
Для візуального спостереження використовуються оптичні прилади (бінокль, стереотруба, далекомір, перископ), вночі і в умовах обмеженої видимості — прилади нічного бачення і освітлювальні засоби (прожектори, освітлювальні ракети тощо). У сухопутних військах спостереження ведеться особисто командирами, офіцерами штабу і спостерігачами з спостережних пунктів, командно-спостережних пунктів та спостережних постів, а також спостерігачами в підрозділах. Спостережні пости організуються в батальйоні і вище, їх кількість визначається в залежності від обстановки; для виконання спеціальних завдань спостереження створюються інженерні та хімічні спостережні пости. Спостереження здійснюють також екіпажі літаків і вертольотів.
При організації спостереження встановлюються смуги, сектори (напрями, райони, об'єкти) спостереження, орієнтири і умовні найменування місцевих предметів. Результати спостереження відбиваються на картах (схемах) і в журналі спостереження.
У військово-морських силах спостереження за противником здійснюється з кораблів, літаків, вертольотів і берегових постів. Ведеться також хімічне, радіаційне, протимінне, льодове, гідрографічне, гідрометеорологічне спостереження і берегове спостереження за морем в прибережних районах.